# District de Tropojë

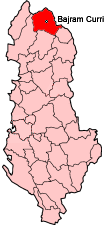
Découpage des 36 districts de l'Albanie.

Le district de Tropojë est un des 36 districts d'Albanie. Il a une superficie de 1 043 km2 et une population de 33 000 habitants. La capitale du district est Bajram Curri. Le district dépend de la préfecture de Kukës.
Le district est mitoyen des districts albanais de Shkodër, de Pukë et de Has. Il a aussi une frontière avec le Kosovo et le Monténégro.
Historiquement, le district de Tropojë se nommait Malsia Gjakovs (hauts-plateaux de Gjakovë. Le district a culturellement toujours été affiliée à la ville de Gjakovë. Ce qui formait une région divisée centrée autour de Gjakovë: d’un côté Malsia Gjakovs c’est-à-dire les hauts plateaux de Gjakovë, qui correspond à la Tropojë actuelle et de l’autre côté Reka Gjakovs, qui correspond grosso modo aux villes de Deçan, Gjakovë et aux villages environnants. 

Dans cette image nous pouvons voir la région autour de Gjakovë divisée en 2 comme cité précédemment.
De plus, en termes de dialecte les hauts-plateaux de Gjakova (Tropojë) et la Rekë de Gjakova sont identiques, c’est-à-dire, que ce soit du côté albanais de la frontière ou du côté kosovar, la région culture de Gjakov fait partie des locuteurs du dialecte gegë du nord-est.
En effet, un albanais du Kosovo originaire de Gjakova comprendra plus un albanais d’Albanie originaire de Tropojë plutôt qu’un albanais de Gjilan qui lui fera plus partie du dialect gegë central nord-est Transitional.
Pour finir, afin d’évoquer l’union entre les habitants du districte de Gjakova et ceux du district de Tropojë , voyons que les tribus principales de Tropojë que sont Gashi et Krasniqi constituent également la population de Gjakovë: cela veut dire que les habitants de ces régions font partie des mêmes lignées.
Conclusion: On en déduit que le découpage et la frontière entre le Kosovo et l’Albanie n’ont pas lieu d’être puisqu'ils séparent une même population comportant une lignée, une culture et une langue commune.

## Subdivisions administratives
Le district de Tropojë comprend huit communes dont la fonction administrative a été modifiée en 2015.

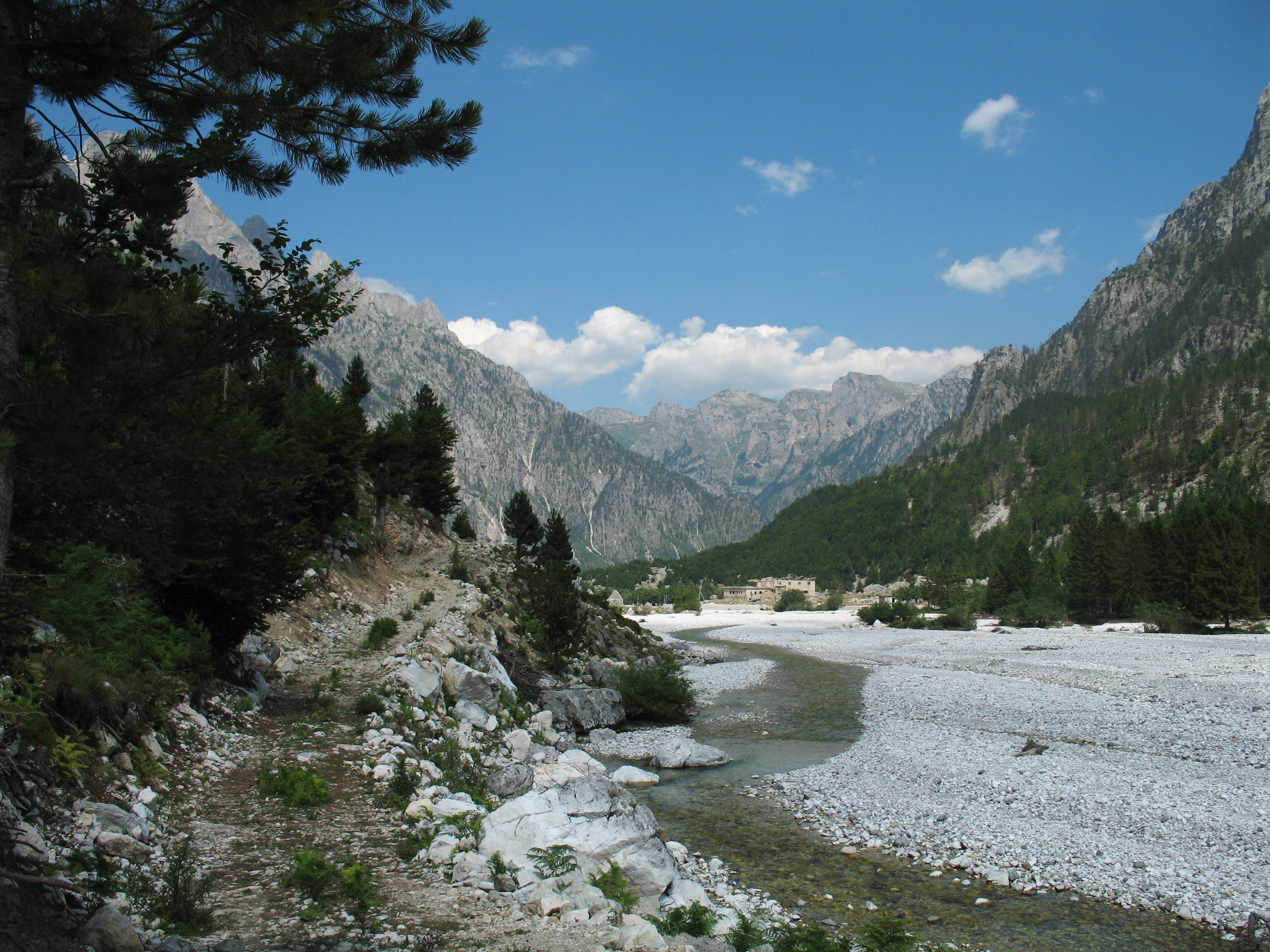
Vallée de Valbona.

### Communes du district de Tropojë
- Bajram Curri
- Bujan (en)
- Bytyç
- Fierzë
- Lekbibaj (en)
- Llugaj (en)
- Margegaj
- Tropojë

Les communes urbaines sont en italique ; le chef-lieu du district est souligné.

### Subdivision de niveau inférieur
Les communes non urbaines sont subdivisées en sous-unités territoriales (cf. palette de navigation).